# Зайчино (Болгария)
Зайчино (болг. Зайчино) — село в Болгарии. Находится в Кырджалийской области, входит в общину Кырджали. Население составляет 32 человека.

## Политическая ситуация
В местном кметстве Скална-Глава, в состав которого входит Зайчино, должность кмета (старосты) исполняет Али Исмаил Али (Движение за права и свободы (ДПС)) по результатам выборов.
Кмет (мэр) общины Кырджали — Хасан Азис (Движение за права и свободы (ДПС)) по результатам выборов.